# Pothos oliganthus
Pothos oliganthus är en kallaväxtart som beskrevs av Peter Charles Boyce och Alistair Hay. Pothos oliganthus ingår i släktet Pothos och familjen kallaväxter. Inga underarter finns listade.